# 미래양식연구센터
미래양식연구센터는 수산산업의 미래 선도를 위한 전략양식에 관한 시험조사 및 연구, 제주특별자치도 관할구역 내 수산자원 및 해양환경조사를 위해 설립된 해양수산부 국립수산과학원 전략양식연구소 소속 연구기관이다. 제주특별자치도 제주시 외도 2동 1928번지에 있다.

## 주요 업무
- 친환경 외해양식 연구
- 고부가가치 해수관상어 개발 연구
- 양식생물 종보존 및 복원연구
- 연안 생태계 복원 연구

## 조직

### 센터장
- 외해양식
- 미래양식
- 자원조성

## 같이 보기
- 해조류바이오연구센터
- 사료연구센터
- 육종연구센터
- 독도수산연구센터
- 양식연구센터
- 아열대수산연구센터
- 내수면양식연구센터